# Druzja i gody
Druzja i gody (russisk: Друзья и годы) er en sovjetisk spillefilm fra 1965 af Viktor Sokolov.

## Medvirkende
- Aleksandr Grave som Vladimir Platov
- Natalja Velitjko som Ljuda
- Jurij Jakovlev som Jurij Derzjavin
- Zinovij Vysokovskij som Grisja Kostanetskij
- Nina Veselovskaja som Tanya